# همگونی (واج‌شناسی)
در واج‌شناسی، همگونی (انگلیسی: Assimilation) پدیده‌ای است که طی آن یک واج در همنشینی با واجی دیگر برخی از مختصه‌های آوایی خود را از دست می‌دهد و به جای آن مختصه‌های آوایی واج کناری خود را به دست می‌آورد. اگر طی این فرایند یک واج به عینه مانند واج مجاور خود شود، آن را همگونی کامل می‌گویند اما اگر همگونی باعث تشابه کامل دو واج نشود، آن را همگونی ناقص می‌گویند. همگونی را از لحاظ جهت آن به دو نوع همگونی پیشرو و پسرو تقسیم می‌کنند. در همگونی پیشرو از دو واج همنشین آنکه در جایگاه نخستین قرار دارد، بدون تغییر مانده و واجی که در جایگاه دوم قرار گرفته، دچار همگونی می‌شود. در همگونی پسرو برعکس، واجی که در جایگاه نخستین قرار گرفته، دچار همگونی می‌شود و آنکه در جایگاه دومین قرار دارد، ثابت می‌ماند.